# مقاطعة قطنصار

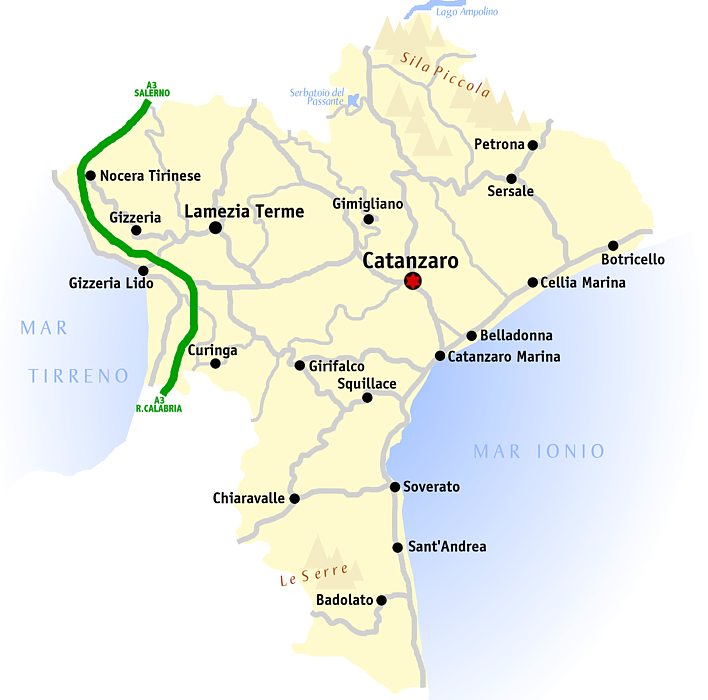
خريطة مقاطعة كاتنزارو

مقاطعة قطنصار أو كاتنزارو (بالإيطالية: Provincia di Catanzaro)‏، مقاطعة جنوب إيطاليا في إقليم كبلرية، وعاصمتها هي مدينة قطنصار. ويبلغ مجموع السكان 368.923 وتبلغ مساحتها 2391 كيلومتر مربع، وبها 80 مدينة وبلدة. تطل على بحر طرانة غربا وعلى البحر الأيوني شرقا، تحدها من جهة الشمال مقاطعة كوزنسا، ومن الشمال الشرقي مقاطعة كروتوني، ومن الجنوب مقاطعة رية كبلرية، ومن الجنوب الغربي مقاطعة فيبو فالينتيا.
أهم مدينة في المقاطعة بعد العاصمة كاتنزارو هي مدينة لاميتسيا تيرمي.

## توأمة
لمقاطعة قطنصار اتفاقيات توأمة مع:
- دي موين